# Shardlake
Shardlake är en brittisk historisk dramaserie vars första säsong hade premiär på strömningstjänsten Disney+ den 1 maj 2024. Första säsongen består av fyra avsnitt.

## Handling
Serien utspelar sig i 1500-talets England och kretsar kring Tudor-perioden då klostren upplöstes.

## Rollista (i urval)
- Arthur Hughes - Matthew Shardlake
- Sean Bean - Thomas Cromwell
- Anthony Boyle - Jack Barak
- Babou Ceesay - Abbot Fabian
- Paul Kaye - Brother Jerome
- Ruby Ashbourne Serkis - Alice